# NBA 2K8
NBA 2K8 é um simulador do campeonato norte-americano de basquete (NBA) da temporada de 2008. Foi desenvolvido pela  Visual Conceptse publicado pela 2K Sports.